# Гроб Степе Степановића
Гроб Степе Степановића се налази на градском гробљу у Чачку.
Познат по својој скромности, војвода Степа Степановић није поседовао непокретну имовину, тако да је по пензионисању дошао у Чачак и у кући свог таста Веселина Миловановића, чијом се кћерком Јеленом оженио још као млади поручник, поживео последње године живота.
Породичну гробницу на градском гробљу је подигао по својој жељи, за живота и од својих средстава. Споменик и гробницу је по његовим упутствима урадио чачански каменорезац Бербеља. Каменорезац је одступио од договора тако што је на своју руку додао неколико мермерних стубова у облику топовских граната и уклесао битке и победе српске војске под војводином командом.
Споменик са гробницом је урађен од белог мермера, где се на споменику са чела налази име Степан Степановића са титулом и профил војводе урађен у барељефу. Од украса ту су уклесани на врху крст и при дну орнаментика са ловоровим венцем, ратним заставама и тематиком везаном за војску. Са бочних страна, са јужне стране се налази име Степан 1856—1929 (година рођења и смрти) са ловоровом граном и венцем и са северне стране име Степине супруге Јелене 1861—1943.
Гроб за време Другог светског рата и окупације није скрнављен, све до 2012. године, када је са споменика нестала месингана грана са венцем. Накнадно је урађена реплика и постављена на споменик.